# 八里堡街道
八里堡街道，是中华人民共和国吉林省长春市二道区下辖的一个乡镇级行政单位。2023年3月17日行政区划调整。调整后，管辖范围东邻东环城路，南接同康路，西邻伊通河，北依长春新区。

## 行政区划
八里堡街道下辖以下地区：
同康社区、东荣社区、泰和社区和太有社区。
2023年3月17日行政区划调整后，下辖同康、同新、康桥、银竹、宜良、东荣、太有7个社区。